# 柔默空缺
柔默空缺（Romer's Gap）是指約3億6千萬年前泥盆紀末期至3億4千萬年前石炭紀早期一段缺乏四足类化石紀錄的時期。這段空缺以最早认定其存在的美国古生物學家阿爾弗雷德·羅默（Alfred Romer）來命名。在柔默空缺之前，正是節肢動物及脊椎動物出現陸地性的時間，但此之後卻突然缺乏陸地化石紀錄。
柔默空缺出現的原因一直受到爭議。一些學者指空缺是因化石化的問題，地層的地球化學並不適合化石的形成。古生代地球化學確定柔默空缺的生物學真實性，指當時曾有一段大氣層低氧氣濃度的時期。另一些則指有可能是挖掘者未能準確掘出化石的所在地，而非沒有化石存在。
柔默空缺並非完全沒有化石紀錄，一些位點仍發現一些脊椎動物化石，如棘螈、提塔利克魚、潘氏魚來填補空缺。例如在蘇格蘭巴斯蓋特的東肯克頓石場，就發現了數個早期四足類化石。